# Periplaneta japanna
Periplaneta japanna är en kackerlacksart som beskrevs av Asahina 1969. Periplaneta japanna ingår i släktet Periplaneta och familjen storkackerlackor. Inga underarter finns listade i Catalogue of Life.